# サイクリンA2
サイクリンA2（英: cyclin A2）は、ヒトではCCNA2遺伝子にコードされるタンパク質である。2種類存在するサイクリンAのうちの1つであり、サイクリンA1が主に減数分裂と胚発生の過程で発現するのに対し、サイクリンA2は細胞分裂を行う体細胞で発現している。

## 機能
サイクリンA2はサイクリンファミリーに属し、このファミリーのメンバーはサイクリン依存性キナーゼ（CDK）と相互作用することで細胞周期の進行を調節する。サイクリンA2は2つの異なるCDKを活性化する点で独特であり、S期にはCDK2と結合し、G2期からM期への移行時にはCDK1と結合する。
サイクリンA2はS期の開始時に合成されて核に局在し、そこでサイクリンA2-CDK2複合体としてDNA合成の開始と進行に関与していると考えられている。サイクリンA2-CDK2複合体によるCDC6とMCM4のリン酸化は、細胞周期過程でDNAの再複製を防ぐ。
サイクリンA2はG2期からM期への移行に関与しているが、サイクリンB非依存的に成熟促進因子（MPF）を形成することはできない。近年の研究では、サイクリンA2-CDK1複合体はサイクリンB1-CDK1の活性化の引き金となり、クロマチンの凝縮と核膜の解体を引き起こすことが示されている。

## 調節
サイクリンA2のレベルは、細胞周期の進行と密接に同期している。サイクリンA2の転写はG1期の終盤に開始され、S期の中盤にピークとプラトーに達し、G2期には低下する。
サイクリンA2の転写は大部分が転写因子E2Fによって調節されており、G1期のR点の通過後に開始される。R点以前にサイクリンA2が存在しないのは、低リン酸化状態のRbタンパク質（pRb）によってE2Fが阻害されるためである。R点の通過後はpRbがリン酸化されてE2Fと結合できなくなり、サイクリンA2の転写が行われる。サイクリンA2-CDK2複合体は最終的にはE2Fをリン酸化し、サイクリンA2の転写をオフにする。E2Fはプロモーターの抑制を解除することでサイクリンA2の転写を促進する。

## 臨床的意義
サイクリンA2（Ccna2）は哺乳類の心筋細胞の成長と分裂の指示に関与する重要なタンパク質であり、心筋梗塞後の心臓の修復を誘導することが示されている。通常、哺乳類の心筋細胞ではCcna2は出生後にサイレンシングされる。この遺伝子サイレンシングのため、成体の心筋細胞は心臓発作後の修復と再生のために容易に分裂を行うことはできない。
Ccna2は小動物モデルにおいて心筋梗塞後の心臓の修復を誘導することが示されている。前臨床試験では、梗塞したブタの心臓に対してCcna2遺伝子を含むアデノウイルスを注入することで、心筋梗塞の影響から心臓が保護されることが示されている。Ccna2を介した心臓修復は、梗塞周囲組織の線維化を低下させ、注入部位で心筋細胞の数を増加させる。Ccna2を心筋組織に投与することで再生反応が生じ、心機能は顕著に向上する。

### がん
サイクリンA2の発現の増加は、乳がん、子宮頸がん、肝がん、肺がんなど多くのタイプのがんで観察されている。サイクリンA2の発現の増加が腫瘍形成の原因であるのか結果であるのかは明らかではないが、生存率や再発の予測など予後の指標となる。
哺乳類細胞でのサイクリンA2の過剰発現は、有糸分裂の中期と後期の開始の遅れを引き起こす。サイクリンA2-CDKはがんタンパク質や、p53などのがん抑制タンパク質のリン酸化によって腫瘍形成に寄与している可能性がある。

## 相互作用
サイクリンA2は次に挙げる因子と相互作用することが示されている。
- CDC6（英語版）[22][23]
- E2F1（英語版）[12]
- FEN1（英語版）[24]
- ITGB3BP（英語版）[25]
- RBL1（英語版）[26][27]
- SKP2[28][29]

## 関連文献
- “Cytoplasmic accumulation of cyclin B1 in human cells: association with a detergent-resistant compartment and with the centrosome”. J. Cell Sci. 101 (3):  529–545. (1992). PMID 1387877.
- “Interaction between human cyclin A and adenovirus E1A-associated p107 protein”. Science 255 (5040):  87–90. (1992). doi:10.1126/science.1532458. PMID 1532458.
- “Cyclin A and the retinoblastoma gene product complex with a common transcription factor”. Nature 352 (6332):  249–251. (1991). doi:10.1038/352249a0. PMID 1830372.
- “Assignment of a human cyclin A gene to 4q26-q27”. Genomics 8 (3):  595–597. (1990). doi:10.1016/0888-7543(90)90052-V. PMID 1962755.
- “Hepatitis B virus integration in a cyclin A gene in a hepatocellular carcinoma”. Nature 343 (6258):  555–557. (1990). doi:10.1038/343555a0. PMID 1967822.
- “Mechanism of CDK activation revealed by the structure of a cyclinA-CDK2 complex”. Nature 376 (6538):  313–320. (1995). doi:10.1038/376313a0. PMID 7630397.
- “Microsomal localization of cyclin A and cdk2 in proliferating rat liver cells”. Biochem. Biophys. Res. Commun. 201 (3):  1072–1078. (1994). doi:10.1006/bbrc.1994.1814. PMID 8024548.
- “Analysis of p107-associated proteins: p107 associates with a form of E2F that differs from pRB-associated E2F-1”. J. Virol. 67 (12):  7641–7647. (1993). doi:10.1128/JVI.67.12.7641-7647.1993. PMC 238233. PMID 8230483.
- “The adenovirus E1A-associated 130-kD protein is encoded by a member of the retinoblastoma gene family and physically interacts with cyclins A and E”. Genes Dev. 7 (12A):  2366–2377. (1993). doi:10.1101/gad.7.12a.2366. PMID 8253383.
- “Sequences within the conserved cyclin box of human cyclin A are sufficient for binding to and activation of cdc2 kinase”. Mol. Cell. Biol. 13 (2):  1194–1201. (1993). doi:10.1128/MCB.13.2.1194. PMC 359004. PMID 8423786.
- “Cdc25M2 activation of cyclin-dependent kinases by dephosphorylation of threonine-14 and tyrosine-15”. Proc. Natl. Acad. Sci. U.S.A. 90 (8):  3521–3524. (1993). doi:10.1073/pnas.90.8.3521. PMC 46332. PMID 8475101.
- “G1 expression and multistage dynamics of cyclin A in human osteosarcoma cells”. Oncogene 8 (6):  1649–1659. (1993). PMID 8502485.
- “Suppression of apoptosis by dominant negative mutants of cyclin-dependent protein kinases”. J. Biol. Chem. 271 (17):  10205–10209. (1996). doi:10.1074/jbc.271.17.10205. PMID 8626584.
- “Cyclin-dependent kinases are inactivated by a combination of p21 and Thr-14/Tyr-15 phosphorylation after UV-induced DNA damage”. J. Biol. Chem. 271 (22):  13283–13291. (1996). doi:10.1074/jbc.271.22.13283. PMID 8662825.
- “Crystal structure of the p27Kip1 cyclin-dependent-kinase inhibitor bound to the cyclin A-Cdk2 complex”. Nature 382 (6589):  325–331. (1996). doi:10.1038/382325a0. PMID 8684460.
- “Structural basis of cyclin-dependent kinase activation by phosphorylation”. Nat. Struct. Biol. 3 (8):  696–700. (1996). doi:10.1038/nsb0896-696. PMID 8756328.